# Maurice Cornforth
Maurice Campbell Cornforth (28. října 1909, Londýn, Anglie – 31. prosince 1980, tamtéž) byl britský, marxisticky orientovaný filozof, propagátor dialektického a historického materialismu. Vystudoval na Trinity College v Camdridgi a po ukončení studií se stal členem Komunistické strany Velké Británie (1931). Maurice Cornforth rovněž proslul kritikou dvou Popperových knih: Otevřená společnost a její nepřátelé (1945) a Bída historicismu (1957). S kritikou těchto Popperových prací vystoupil Maurice Cornforth ve své knize The Open Philosophy and the Open Society: A Reply to Dr. Karl Popper's Refutations of Marxism (1968). Sovětští marxisté hodnotili tuto Cornforthovu knihu takto:
—  Prof. Jurij Melvil, Cesty buržoazní filozofie 20. století 

## Dílo
- Food and Farming for Victory, Communist Party Pamphlet (1942)
- Science Versus Idealism: An Examination of "Pure Empiricism" and Modern Logic (1946)
- Dialectical Materialism and Science (1949)
- In Defense of Philosophy – Against Positivism and Pragmatism (1950)
- Science for Peace and Socialism (c.1950) with J. D. Bernal
- Dialectical Materialism Vol. 1: Materialism & the Dialectical Method, Vol. 2: Historical Materialism, Vol 3: Theory of Knowledge, and later editions
- Readers' Guide to the Marxist Classics (1952)
- Rumanian Summer: A View of the Rumanian People's Republic (1953) with Jack Lindsay
- Science Versus Idealism: In Defense of Philosophy against Positivism and Pragmatism (1955)
- Philosophy for Socialists (1959)
- Marxism and the Linguistic Philosophy (1965) ISBN 0853151199
- The Open Philosophy and the Open Society: A Reply to Dr. Karl Popper's Refutations of Marxism (1968) ISBN 0853153841
- Communism and Human Values (1972) ISBN 0717803783
- Rebels and Their Causes: Essays in honour of A. L. Morton (1978) editor ISBN 0853154805
- Communism & Philosophy: Contemporary Dogmas and Revisions of Marxism (1980) ISBN 0853154309

Překlady do češtiny a slovenštiny
- CORNFORTH, Maurice Campbell. Spor vědy s idealismem : rozbor "čistého empirismu" a moderní logiky (původním názvem: Science Versus Idealism: An Examination of "Pure Empiricism" and Modern Logic). Překlad : Gustav Kozák. 1. vyd. Praha: Orbis, 1949. 269 s. Britský marxista ze školy J.B. Haldanea podrobuje v knize kritice subjektivně idealistické směry současné anglické filosofie, známé pod názvy "logický positivismus", "čistý empirismus", "logická analysa" se stanoviska dialektického materialismu..
- CORNFORTH, Maurice Campbell. Na obranu filosofie proti positivismu a pragmatismu (původním názvem: In Defense of Philosophy – Against Positivism and Pragmatism). Překlad : Leopold Berthauer a Josef Macháček. 1. vyd. Praha: SNPL, 1953. 267 s.
- CORNFORTH, Maurice. Dialektický materializmus. Bratislava: SVPL - Slovenské vydavateľstvo politickej literatúry, 1957. 464 s. (slovensky)